# Pierre Watier
Pierre Watier, (1770 - 1846), conte de Saint-Alphonse, a fost un general francez francez de cavalerie al perioadei napoleoniene ce a participat la majoritatea campaniilor acestei perioade, devenind general de brigadă în 1805 și general de divizie în 1811 și încheindu-și cariera militară activă printr-o ultimă șarjă la bătălia de la Waterloo. Ultimul său post a fost cel de inspector de cavalerie.  